# 9973 Szpilman
9973 Szpilman è un asteroide della fascia principale. Scoperto nel 1993, presenta un'orbita caratterizzata da un semiasse maggiore pari a 2,5312429 UA e da un'eccentricità di 0,1715635, inclinata di 1,49866° rispetto all'eclittica.
L'asteroide è dedicato al pianista polacco Władysław Szpilman.